# كارلوس روميرو (مصارع رياضي)
كارلوس روميرو (بالإسبانية: Carlos Romero)‏ هو مصارع رياضي مكسيكي، ولد في 6 يوليو 1942 في كامبيتشي في المكسيك.

## وصلات خارجية
- كارلوس روميرو على موقع أوليمبيديا (الإنجليزية)